# Phrynobatrachus
Phrynobatrachus Günther, 1862 è un genere di anfibi dell'ordine degli Anuri. È l'unico genere della famiglia Phrynobatrachidae.

## Tassonomia
Comprende 95 specie:
- Phrynobatrachus acridoides Cope, 1867)
- Phrynobatrachus acutirostris Nieden, 1912
- Phrynobatrachus afiabirago Ofori-Boateng, Leaché, Obeng-Kankam, Kouamé, Hillers, and Rödel, 2018
- Phrynobatrachus africanus Hallowell, 1858)
- Phrynobatrachus albifer Ahl, 1924)
- Phrynobatrachus albomarginatus De Witte, 1933
- Phrynobatrachus alleni Parker, 1936
- Phrynobatrachus ambanguluensis Greenwood, Loader, Lawson, Greenbaum, and Zimkus, 2020
- Phrynobatrachus annulatus Perret, 1966
- Phrynobatrachus anotis Schmidt and Inger, 1959
- Phrynobatrachus arcanus Gvoždík, Nečas, Dolinay, Zimkus, Schmitz, and Fokam, 2020
- Phrynobatrachus asper Laurent, 1951
- Phrynobatrachus auritus Boulenger, 1900
- Phrynobatrachus batesii (Boulenger, 1906)
- Phrynobatrachus bequaerti (Barbour and Loveridge, 1929)
- Phrynobatrachus bibita Goutte, Reyes-Velasco, and Boissinot, 2019
- Phrynobatrachus breviceps Pickersgill, 2007
- Phrynobatrachus brevipalmatus (Ahl, 1925)
- Phrynobatrachus brongersmai Parker, 1936
- Phrynobatrachus bullans Crutsinger, Pickersgill, Channing, and Moyer, 2004
- Phrynobatrachus calcaratus (Peters, 1863)
- Phrynobatrachus chukuchuku Zimkus, 2009
- Phrynobatrachus congicus (Ahl, 1925)
- Phrynobatrachus cornutus (Boulenger, 1906)
- Phrynobatrachus cricogaster Perret, 1957
- Phrynobatrachus cryptotis Schmidt and Inger, 1959
- Phrynobatrachus dalcqi Laurent, 1952
- Phrynobatrachus danko Blackburn, 2010
- Phrynobatrachus dendrobates (Boulenger, 1919)
- Phrynobatrachus discogularis Pickersgill, Zimkus, and Raw, 2017
- Phrynobatrachus dispar (Peters, 1870)
- Phrynobatrachus elberti (Ahl, 1925)
- Phrynobatrachus francisci Boulenger, 1912
- Phrynobatrachus fraterculus (Chabanaud, 1921)
- Phrynobatrachus gastoni Barbour and Loveridge, 1928
- Phrynobatrachus ghanensis Schiøtz, 1964
- Phrynobatrachus giorgii De Witte, 1921
- Phrynobatrachus graueri (Nieden, 1911)
- Phrynobatrachus guineensis Guibé and Lamotte, 1962
- Phrynobatrachus gutturosus (Chabanaud, 1921)
- Phrynobatrachus hieroglyphicus Rödel, Ohler, and Hillers, 2010
- Phrynobatrachus horsti Rödel, Burger, Zassi-Boufou, Emmrich, Penner, and Barej , 2015
- Phrynobatrachus hylaios Perret, 1959
- Phrynobatrachus inexpectatus Largen, 2001
- Phrynobatrachus intermedius Rödel, Boateng, Penner, and Hillers, 2009
- Phrynobatrachus irangi Drewes and Perret, 2000
- Phrynobatrachus jimzimkusi Zimkus, Gvoždík, and Gonwouo, 2013
- Phrynobatrachus kakamikro Schick, Zimkus, Channing, Köhler, and Lötters, 2010
- Phrynobatrachus keniensis Barbour and Loveridge, 1928
- Phrynobatrachus kinangopensis Angel, 1924
- Phrynobatrachus krefftii Boulenger, 1909
- Phrynobatrachus latifrons Ahl, 1924
- Phrynobatrachus leveleve Uyeda, Drewes, and Zimkus, 2007
- Phrynobatrachus liberiensis Barbour and Loveridge, 1927
- Phrynobatrachus mababiensis FitzSimons, 1932
- Phrynobatrachus maculiventris Guibé and Lamotte, 1958
- Phrynobatrachus manengoubensis (Angel, 1940)
- Phrynobatrachus mayokoensis Rödel, Burger, Zassi-Boulou, Emmrich, Penner, and Barej , 2015
- Phrynobatrachus mbabo Gvoždík, Nečas, Dolinay, Zimkus, Schmitz, and Fokam, 2020
- Phrynobatrachus minutus (Boulenger, 1895)
- Phrynobatrachus nanus (Ahl, 1925)
- Phrynobatrachus natalensis (Smith, 1849)
- Phrynobatrachus njiomock Zimkus and Gvoždík, 2013
- Phrynobatrachus ogoensis (Boulenger, 1906)
- Phrynobatrachus pakenhami Loveridge, 1941
- Phrynobatrachus pallidus Pickersgill, 2007
- Phrynobatrachus parkeri De Witte, 1933
- Phrynobatrachus parvulus (Boulenger, 1905)
- Phrynobatrachus perpalmatus Boulenger, 1898
- Phrynobatrachus petropedetoides Ahl, 1924
- Phrynobatrachus phyllophilus Rödel and Ernst, 2002
- Phrynobatrachus pintoi Hillers, Zimkus, and Rödel, 2008
- Phrynobatrachus plicatus (Günther, 1858)
- Phrynobatrachus pygmaeus (Ahl, 1925)
- Phrynobatrachus rainerguentheri Rödel, Onadeko, Barej, and Sandberger, 2012
- Phrynobatrachus rouxi (Nieden, 1912)
- Phrynobatrachus rungwensis (Loveridge, 1932)
- Phrynobatrachus ruthbeateae Rödel, Doherty-Bone, Kouete, Janzen, Garrett, Browne, Gonwouo, Barez, and Sandberger, 2012
- Phrynobatrachus sandersoni (Parker, 1935)
- Phrynobatrachus scapularis (De Witte, 1933)
- Phrynobatrachus scheffleri (Nieden, 1911)
- Phrynobatrachus schioetzi Blackburn and Rödel, 2011
- Phrynobatrachus steindachneri Nieden, 1910
- Phrynobatrachus sternfeldi (Ahl, 1924)
- Phrynobatrachus stewartae Poynton and Broadley, 1985
- Phrynobatrachus sulfureogularis Laurent, 1951
- Phrynobatrachus taiensis Perret, 1988
- Phrynobatrachus tanoeensis Kpan, Kouamé, Barej, Adeba, Emmrich, Boateng, and Rödel, 2018
- Phrynobatrachus tokba (Chabanaud, 1921)
- Phrynobatrachus ukingensis (Loveridge, 1932)
- Phrynobatrachus ungujae Pickersgill, 2007
- Phrynobatrachus uzungwensis Grandison and Howell, 1983
- Phrynobatrachus versicolor Ahl, 1924
- Phrynobatrachus villiersi Guibé, 1959
- Phrynobatrachus werneri (Nieden, 1910)

## Distribuzione
Le specie di questo genere sono diffuse nell'Africa subsahariana eccezion fatta per il Sudafrica.